# موران تایپ ال
موران تایپ ال (به انگلیسی: Morane-Saulnier_L) یک هواگرد از نوع scout ساخت شرکت Aéroplanes Morane-Saulnier است. هواگرد موران تایپ ال نخستین پروازش را در اوت ۱۹۱۳ میلادی انجام داد. این هواگرد در سال ۱۹۱۴ میلادی رسماً معرفی گردید. در مجموع، تعداد ۶۰۰ فروند از این هواگرد ساخته شده‌است.